# Syzygium acre
Syzygium acre là một loài thực vật có hoa trong Họ Đào kim nương. Loài này được (Pancher ex Guillaumin) J.W.Dawson miêu tả khoa học đầu tiên năm 1999.